# Chuka
Chuka – miasto w Kenii, w hrabstwie Tharaka-Nithi. W 2019 liczyło 22,4 tys. mieszkańców.